# Heinz Ostner
Heinz Ostner (* 22. Juni 1936) ist ein ehemaliger deutscher Fußballspieler, der für den FC Bayern München spielte und in 96 Punktspielen in der Oberliga Süd und in der Regionalliga Süd sechs Tore erzielte.

## Karriere
Ostner gehörte mit 22 Jahren dem Kader des FC Bayern München an, für den er in der Saison 1958/59 14 Punktspiele in der Oberliga Süd bestritt, allerdings ohne Torerfolg blieb.
In der Folgesaison kam er lediglich sechsmal zum Einsatz.
In der Saison 1960/61 gelangen ihm erstmals Tore in der höchsten deutschen Spielklasse. In seinen 17 Punktspielen erzielte er am 29. Januar 1961 (21. Spieltag) beim 6:2-Sieg im Stadtderby gegen den TSV 1860 München, mit dem Treffer zum 4:2, und am 19. Februar 1961 (23. Spieltag) beim 4:0-Sieg im Heimspiel gegen den SSV Jahn Regensburg, mit dem Treffer zum 3:0 jeweils per Strafstoß, seine ersten beiden Tore. In der darauf folgenden Saison erzielte er von seinen vier Toren in 30 Oberligaspielen drei ebenfalls per Strafstoß. 1962/63 bestritt er 17 Oberligaspiele, von denen zehn gewonnen und fünf verloren wurden; zwei endeten unentschieden.
Auf internationaler Vereinsebene kam er in drei Spielen um den Messepokal, dem Vorläufer des UEFA-Pokal-Wettbewerbs, zum Einsatz. In der 1. Runde 1962/63 wirkte er beim 3:0-Sieg gegen eine Auswahl Basler Fußballspieler mit, wie auch in den beiden Spielen der 2. Runde gegen den irischen Vertreter und Meister von 1961 Drumcondra FC aus Dublin.
Mit Gründung der Bundesliga 1963 verblieb er mit seinem Verein in der nunmehr zweitklassigen Regionalliga Süd, in der er bis Saisonende 1963/64 noch zu 12 torlosen Einsätzen kam.